# Пропали двори
„Пропали двори” је југословенски ТВ филм из 1963. године. Режирао га је Едуард Галић а сценарио је написан по делу Јанка Лесковара.

## Улоге
| Глумац            | Улога |
| ----------------- | ----- |
| Божидар Бобан     |       |
| Љубица Јовић      |       |
| Фабијан Шоваговић |       |